# Liste des footballeurs internationaux des Indes orientales néerlandaises
La liste des footballeurs internationaux des Indes orientales néerlandaises comprend tous les joueurs de football ayant joué en équipe des Indes orientales néerlandaises. Les matchs contre les clubs ne sont pas pris en compte.

## Liste des joueurs sélectionnés
| Nom                  | 1re sélection | Dernière sél. | Sél. | Buts |
| -------------------- | ------------- | ------------- | ---- | ---- |
| Tan Hong Djien       | 1934          | 1938          | 5    | 1    |
| Frans Alfred Meeng   | 1934          | 1938          | 4    | 0    |
| Lou Baumgarten       | 1934          | 1934          | 3    | 0    |
| Ellis Denkelaar      | 1934          | 1934          | 3    | 0    |
| Rd. Onong Noeman     | 1934          | 1934          | 3    | 0    |
| Tan Chin Hoat        | 1934          | 1934          | 3    | 0    |
| Thio Kek Boo         | 1934          | 1934          | 3    | 0    |
| Tan Hian Goan        | 1934          | 1934          | 3    | 3    |
| Henri de Wolf        | 1934          | 1934          | 3    | 0    |
| Alois Amrein         | 1934          | 1934          | 2    | 0    |
| Sutan Anwar          | 1938          | 1938          | 2    | 0    |
| Tan Mo Heng          | 1938          | 1938          | 2    | 0    |
| Frans G. Hu Kon      | 1938          | 1938          | 2    | 0    |
| Ludwich Jahn         | 1934          | 1934          | 2    | 3    |
| Jack Kolle (Samuels) | 1938          | 1938          | 2    | 0    |
| Achmad Nawir         | 1938          | 1938          | 2    | 0    |
| Isaak Pattiwael      | 1938          | 1938          | 2    | 1    |
| Suvarte Soedarmadji  | 1938          | 1938          | 2    | 0    |
| Tjaak Taihuttu       | 1938          | 1938          | 2    | 1    |
| A. Tetalepta         | 1934          | 1934          | 2    | 0    |
| Hendrikus Zomers     | 1938          | 1938          | 2    | 0    |
| Asmoeadji            | 1934          | 1934          | 1    | 0    |
| Suwu Lontoh          | 1934          | 1934          | 1    | 2    |

## Liste des meilleurs buteurs
| Rang | Buts | Joueur                                           |
| ---- | ---- | ------------------------------------------------ |
| 1    | 3    | Ludwich Jahn / Tan Hian Goan                     |
| 3    | 2    | Suwu Lontoh                                      |
| 4    | 1    | Tan Hong Djien / Hans Taihuttu / Tjaak Pattiwael |